# Centromerus setosus
Centromerus setosus là một loài nhện trong họ Linyphiidae.
Loài này thuộc chi Centromerus. Centromerus setosus được František Miller & Josef Kratochvíl miêu tả năm 1940.